# Isla de Dalupiri (Cagayán)
Dalupiri es una isla filipina, perteneciente al archipiélago de las Babuyanes, en la provincia de Cagayán.

## Descripción
La isla es una de las que integran el archipiélago de las Babuyanes y se corresponde con el término del mismo nombre, situado en el municipio de Calayán, perteneciente a la provincia de Cagayán. Aparece descrita en el segundo volumen del Diccionario geográfico, estadístico, histórico de las Islas Filipinas (1851) de Manuel Buzeta Núñez y Felipe Bravo con las siguientes palabras:

DALUPIRI: una de las islas que forman el grupo de las llamadas Babuyanes, adscrita á la prov. civil de las islas Batanes, dist. de la costa N. de la isla de Luzon poco mas de 6 leg.: sit. entre los 124° 41' long, 124° 46' id., y 19° 1' lat., 19° 6' 30" id.; hállase al N. E. la isla de Calayan á unas 7 leg.; al E. la de Camiguin, unas 14 leg., y al S. E. de las de Baring, Manapa y Fuga, distante la que mas, 2 y ½ leg. Tiene esta isla una figura triangular; su mayor largura de N. á S. es de 2 leg. y su ancho ó sea de E. á O. de 1 ½. Su superficie viene á ser por un promedio de ¼ leg. cuadrada. El terreno es montuoso; sin embargo, carece de arbolado, y en sus montes solo se encuentran varias clases de plantas, raíces, pocos frutales y alguna caza. Sus costas, que son bastante irregulares, tienen algunas ensenadas y puertos, donde se guarecen las embarcaciones de las furiosas borrascas, que con tanta frecuencia ocurren en los mares de estas islas.
(Buzeta y Bravo, 1851, p. 7)